# 健康食品管理士
健康食品管理士（けんこうしょくひんかんりし）は、一般社団法人日本食品安全協会が認定する民間資格である。食品や健康食品を安全で科学的根拠をもとに取り扱う能力が求められ、基礎医学、食品学、食品衛生学、薬理学、臨床検査学などの教育を受けた人を対象とした資格である。
受験資格を得るには、認定校制度による各学校でのカリキュラム取得により受験するか、認定試験受講講座で一定の単位を取得し予備試験に合格する必要がある。その後、年に1回実施される認定試験に合格した者に健康食品管理士の資格が与えられる。認定試験受講講座は誰でも可能ではなく、医師、獣医師、歯科医師、薬剤師、臨床検査技師、管理栄養士、栄養士、保健師、看護師、鍼灸師、理学療法士、作業療法士の有資格者でない場合は、認定試験受講講座を受ける前にも審査が必要となり、大学・大学院修了の成績証明書又は単位修得証明書等の審査書類を送付する必要がある。受講料を入金すれば誰でも受験可能といった他の民間資格と比較すると、有資格者でない場合は資格取得まで壁が大きいと言えるが、認定校を卒業した者や有資格者であれば試験を受けることができるので、有資格者の＋αの資格としての側面がある。